# Hausdorp
Hausdorp ist ein Weiler, der zur Stadt Lohmar im Rhein-Sieg-Kreis in Nordrhein-Westfalen gehört.

## Geographie
Hausdorp liegt im Nordosten des Stadtgebietes von Lohmar. Umliegende Ortschaften und Weiler sind Weeg und Mailahn im Norden, Bloch, Büchel und Naaf im Nordosten, Rengert im Südosten, Alfenhard und Hausen im Südwesten, Höfferhof, Jüchen und Stolzenbach im Westen sowie Dorpmühle und Mackenbach im Nordwesten.
Südöstlich von Hausdorp entspringt ein namenloser orographisch rechter Nebenfluss des Naafbachs.

## Geschichte
Im Jahre 1885 hatte Hausdorp 36 Einwohner, die in sieben Häusern lebten.
Nach einem Adressbuch aus dem Jahre 1901 zählte der Ort Hausdorp sieben Ackerer.
Bis 1969 gehörte Hausdorp zu der bis dahin eigenständigen Gemeinde Wahlscheid.

## Sehenswürdigkeiten
- Im Ort steht das ehemalige „Burghaus Dorp“, auch „Burg Hausdorp“ oder „Haus Dorp“ genannt.[4][5]
- Östlich zu Hausdorp liegt das Naturschutzgebiet Naafbachtal.

## Verkehr
Hausdorp liegt an der Kreisstraße 34. Das Anruf-Sammeltaxi ergänzt den Verkehr im ÖPNV. Hausdorp gehört zum Tarifgebiet des VRS.